# Arrondissement de Rhin-Berg
L'arrondissement de Rhin-Berg, en allemand Rheinisch-Bergischer Kreis, est une division administrative allemande, située dans le land Rhénanie-du-Nord-Westphalie.

## Situation géographique
L'arrondissement du Rhin-Berg est situé à l'est de la ville de Cologne au centre de l'ancien duché de Berg. L'arrondissement a des limites avec les villes de Cologne, Leverkusen, Solingen et Remscheid ainsi qu'avec les arrondissements de Mettmann, Haut-Berg et Rhin-Sieg. Il est traversé par les autoroutes A 1 (Cologne-Dortmund) et A 4 (Cologne-Olpe).

## Histoire
L'arrondissement du Rhin-Berg fut créé le 1er janvier 1975 par loi du 5 novembre 1974 en fusionnant les anciens arrondissements du Rhin-Berg et du Rhin-Wupper.

## Communes
L'arrondissement de Rhin-Berg compte huit communes dont six villes :   
- Bergisch Gladbach, ville
- Burscheid, ville
- Kürten
- Leichlingen, ville
- Odenthal
- Overath, ville
- Rösrath, ville
- Wermelskirchen, ville

## Politique

### Élections du préfet (Landrat)
| Parti | Scrutin du 12 septembre 1999 | Scrutin du 12 septembre 1999 | Scrutin du 12 septembre 1999 | Scrutin du 26 septembre 2004 | Scrutin du 26 septembre 2004 | Scrutin du 26 septembre 2004 | Ballotage | Ballotage |
|       | Candidat                     | Votes                        | %                            | Candidat                     | Votes                        | %                            |           |           |
| ----- | ---------------------------- | ---------------------------- | ---------------------------- | ---------------------------- | ---------------------------- | ---------------------------- | --------- | --------- |
| CDU   | Norbert Mörs                 | 68 266                       | 56,1 %                       | Rolf Menzel                  | 57 542                       | 44,8 %                       | 48 965    | 51,6 %    |
| SPD   | Udo Woschei                  | 37 239                       | 30,6 %                       | Gerhard Zorn                 | 40 615                       | 31,6 %                       | 45 921    | 48,4 %    |
| Grüne | Thomas Trier                 | 8 805                        | 7,2 %                        | Thomas Trier                 | 14 448                       | 11,2 %                       |           |           |
| FDP   | Mathilde Drewing             | 7 274                        | 6,0 %                        | Mathilde Drewing             | 11 790                       | 9,2 %                        |           |           |
|       |                              |                              |                              | Klaus Hoffmann               | 4 054                        | 3,2 %                        |           |           |

### Élections du conseil (Kreistag) du 26 septembre 2004
| Parti       | Votes  | %      | Sièges |
| ----------- | ------ | ------ | ------ |
| CDU         | 52 271 | 40,4 % | 25     |
| SPD         | 35 928 | 27,8 % | 17     |
| Grüne       | 15 699 | 12,1 % | 8      |
| FDP         | 12 980 | 10,0 % | 6      |
| UWG/BfB     | 7 998  | 6,2 %  | 4      |
| BürgerForum | 2 271  | 1,8 %  | 1      |
| FUWG        | 2 194  | 1,7 %  | 1      |

## Juridictions
Juridiction ordinaire
- Cour d'appel (Oberlandesgericht) de Cologne
  - Tribunal régional (Landgericht) de Cologne
    - Tribunal cantonal (Amtsgericht) de Bergisch Gladbach: Bergisch Gladbach, Kürten, Odenthal, Overath, Rösrath
    - Tribunal cantonal de Leverkusen: Burscheid, Leichlingen (Rhld.)
    - Tribunal cantonal de Wermelskirchen: Wermelskirchen

Juridiction spéciale
- Tribunal supérieur du travail (Landesarbeitsgericht) de Cologne
  - Tribunal du travail (Arbeitsgericht) de Cologne
- Tribunal administratif (Verwaltungsgericht) de Cologne
- Tribunal des affaires de Sécurité sociale (Sozialgericht) de Cologne